# Општина Поарта Алба (Констанца)
Поарта Алба (рум. Poarta Albă) општина је у Румунији у округу Констанца.
Oпштина се налази на надморској висини од 34 m.